# Cláudia Magno
Cláudia Magno de Carvalho (Itaperuna, 10 de fevereiro de 1958 — Rio de Janeiro, 5 de janeiro de 1994) foi uma atriz e dançarina brasileira. Em seu primeiro ano de carreira em 1982, participou de um longa-metragem e uma novela da Rede Globo. Ao longo dos anos 1980 até o começo dos anos 1990, participou de inúmeras novelas da mesma emissora e em algumas peças de teatro e filmes, um dos quais lhe rendendo um prêmio no Festival de Brasília. Sua carreira foi interrompida com sua morte fruto de uma insuficiência respiratória aguda.

## Carreira
Cláudia iniciou sua carreira em 1982, com sua estreia como Patrícia no filme de grande sucesso Menino do Rio, e em seguida foi chamada pela Rede Globo para participar da novela Final Feliz. Em 1983, atuou como Mariah em Champagne e em 1984, como Maria Eduarda em Viver a Vida. No mesmo ano, reprisou o papel de Patrícia em Garota Dourada. 
Em 1985, foi Carmem em Tudo em Cima e Regina em Um Sonho a Mais e em 1986 foi Vera Santos em Roda de Fogo. Em 1988, interpreta Victória Regina Fernandes em Fera Radical e Marisa em Presença de Marisa, cujo papel lhe rendeu o prêmio de melhor atriz no Festival de Brasília. Em 1989, foi Gilda em Bebê a Bordo e Silvana Pitombo em  Tieta.
Em 1990, fez uma participação especial no programa Delegacia de Mulheres, interpretou a si própria noutra participação, agora em Mico Preto, e foi Valéria em Mãe de Santo. Na sequência, interpretou Ludmila em Filhos do Sol, Eulália em Meu Bem, Meu Mal, Flávia Araripe em O Dono do Mundo (todas em 1991), Renée em Felicidade (1992) e então Josefina Machado em Sonho Meu.

## Morte
Cláudia morreu no Rio de Janeiro, de insuficiência respiratória aguda na clínica São Vicente, na Gávea. Segundo a sua família, a morte não ocorreu em decorrência da AIDS, que foi um rumor levantado à época. Quando morreu, estava trabalhando na telenovela Sonho Meu, na qual vivia a enfermeira Josefina, bem como ensaiava um musical com o ator Jonas Bloch. Foi sepultada no Cemitério de São João Batista, em Botafogo, na mesma cidade. Seu túmulo foi filmado como forma de homenagem por Welson Rocha no seu canal "Meu Brasil de Histórias", do YouTube.

## Filmografia

### Televisão
| Ano  | Título                | Papel                                            | Notas                                      | Ref.   |
| ---- | --------------------- | ------------------------------------------------ | ------------------------------------------ | ------ |
| 1982 | Final Feliz           | Bartira Araújo (falsa)                           | Participação                               | [ 5 ]  |
| 1983 | Champagne             | Mariah                                           |                                            | [ 6 ]  |
| 1984 | Viver a Vida          | Maria Eduarda                                    |                                            | [ 7 ]  |
| 1985 | Tudo em Cima          | Carmem                                           |                                            | [ 10 ] |
| 1985 | Um Sonho a Mais       | Regina                                           |                                            | [ 11 ] |
| 1986 | Roda de Fogo          | Vera Santos                                      |                                            | [ 12 ] |
| 1988 | Fera Radical          | Victória Regina Fernandes (Vicky)                |                                            | [ 13 ] |
| 1989 | Bebê a Bordo          | Gilda                                            | Episódios: "19 de janeiro–10 de fevereiro" | [ 16 ] |
| 1989 | Tieta                 | Silvana Pitombo                                  |                                            | [ 17 ] |
| 1990 | Delegacia de Mulheres |                                                  | Episódio: "Por um Triz"                    | [ 18 ] |
| 1990 | Mico Preto            | Ela mesma como jurada do concurso Caras & Pernas | Participação                               | [ 19 ] |
| 1990 | Mãe de Santo          | Valéria                                          | Episódio: "Iansã"                          | [ 20 ] |
| 1990 | Meu Bem, Meu Mal      | Eulália                                          | Episódio: "29 de outubro"                  | [ 22 ] |
| 1991 | Filhos do Sol         | Ludmila                                          |                                            | [ 21 ] |
| 1991 | O Dono do Mundo       | Flávia Araripe                                   | Participação                               | [ 23 ] |
| 1992 | Felicidade            | Renée                                            | Participação                               | [ 24 ] |
| 1993 | Você Decide           |                                                  | Episódio: "O Direito de Morrer"            |        |
| 1993 | Sonho Meu             | Josefina Machado                                 |                                            | [ 25 ] |

### Cinema
| Ano  | Título                       | Papel                   | Notas         |
| ---- | ---------------------------- | ----------------------- | ------------- |
| 1982 | Menino do Rio                | Patrícia Monteiro       | [ 4 ] [ 3 ]   |
| 1984 | Garota Dourada               | Patrícia Monteiro       | [ 8 ] [ 9 ]   |
| 1988 | Presença de Marisa           | Marisa                  | [ 14 ] [ 15 ] |
| 1988 | Com o Andar de Robert Taylor | Antiga paixão de Afonso | [ 31 ]        |

### Videoclipe
| Ano  | Canção         | Artista                 |
| ---- | -------------- | ----------------------- |
| 1984 | "Bete Balanço" | Barão Vermelho          |
| 1985 | "Meu Erro"     | Os Paralamas do Sucesso |

## Teatro
- 1985 – A Rosa Tatuada, com Norma Bengell e Paulo Castelli[32]
- 1993 – Fora de Controle, com Ernesto Piccolo[33]

## Prêmios e indicações

### Prêmios
| Ano  | Premiação            | Categoria    | Nomeação           | Resultado | Notas         |
| ---- | -------------------- | ------------ | ------------------ | --------- | ------------- |
| 1988 | Festival de Brasília | Melhor atriz | Presença de Marisa | Venceu    | [ 14 ] [ 15 ] |